# Democràcia Proletària
Democràcia Proletària (DP) fou un partit polític italià d'extrema esquerra.

## Història
Fou creat per a les eleccions regionals italianes de 1975 com a coalició electoral formada pel Partit d'Unitat Proletària, Avanguardia Operaia i Movimento Lavoratori per il Socialismo (MLS), a la que s'hi sumaren la Lliga Comunista Revolucionària IV Internacional, Lliga dels Comunistes i Organització Comunista Marxista-Leninista, Lotta Continua (LC) decidí donar suport al Partit Comunista Italià.
Ideològicament refusaven tant el model soviètic com el socialdemòcrata del PCI, i defensaven la cultura marxista i el medi ambient. Aplegava diversos col·lectius: trotskistes, feministes, catòlics progressistes, ecologistes i pacifistes, sindicats de base (CUB), COBAS, CGIL i FIM. Va dur a terme accions per a demanar la sortida d'Itàlia de l'OTAN, però tot i els crítiques al PCI, es posaren al costat d'aquest i criticaren a les Brigades Roges. Les seccions de Sardenya, Trentino - Tirol del Sud i Friül eren autònomes, i van fer una pacte electoral amb el MAO.
El 1976 la coalició integraria Lotta Continua i es presentà a les eleccions legislatives italianes de 1976, en las que va obtenir l',15% dels vots i sis diputats: Lucio Magri, Eliseo Milani i Luciana Castellina (PUP), Mimmo Pinto (LC) i Massimo Gorla i Silverio Corvisieri (AO). Poc després absorbí la LCR de Livio Maitan, i integrà en la direcció Franco Turigliatto, Elettra Deiana, Sergio D'Amia, Roberto Firenze i Franco Grisolia.
El 13 d'abril de 1978 es transformà en partit polític. Hi confluïren l'ala esquerrana del PUP (Vittorio Foa i Silvano Miniati, Giovanni Russo Spena i Domenico Jervolino, amb altres Federacions Unitàries l'àrea sindical d'Elio Giovannini, Antonio Lettieri i Gastone Sclavi), la majoria d'AO (Massimo Gorla, Silverio Corvisieri i Luigi Vinci) i la Lliga dels Comunistes (Romano Luperini). En fou escollit secretari general Mario Cappana, líder estudiantil del maig del 1968 italià. El 1978 un militant sicilià, Peppino Impastato, fou assassinat per la màfia.
A les eleccions legislatives italianes de 1979 esdevingué el nucli d'una llista comuna de tota la nova esquerra (excepte PUP) Nuova Sinistra Unita (NSU), amb altres ex membres de LC. Però mentre que PUP va obtenir 1,4% i 6 diputats, NSU només 0,8% i cap, cosa que va desmoralitzar la formació, malgrat que a les europees de 1979 aconseguiren escó per a Mario Cappana i bons resultats a les municipals; bona part dels dirigents sindicals membres del grup abandonaren la direcció. Cappana fou coordinador de 1982 a 1987, quan dimití i el substituí Russo Pena. El 1985 obtingué 500 regidors i consellers provincials. A les eleccions legislatives italianes de 1987 8 diputats i un senador.
Després de la Caiguda del Mur de Berlín el 1989, el sector ecologista (Arcobaleno), dirigida per Cappana, Edo Ronchi i Franco Russo va abandonar el partit i es presentà a les europees de 1989 amb un sector dels radicals organitza Verdi Arcobaleno. Després del VIII Congrés del 9 de juny de 1991 alguns es van integrar en el PDS, successor del PCI, però la majoria ingressaren a Rifondazione Comunista, on hi formaren un corrent minoritari fins que el desembre de 1996 passaren al sector majoritari del secretari Fausto Bertinotti.
Per la seva banda, un sector de l'antiga LCR hi manté un corrent propi des del 1998. Els que no segueixen el corrent de Bertinotti són molt dividits: Alternativa de la societat (Russo Pena), Projecte Comunista (Ferrando i Grisolia) i Bandera Roja (Luigi Malabarba).
D'altres, però, refusaren integrar-se en RC. El sindicalista Giampaolo Patta deixà la política activa el 1998 i finalment ingressà al Partit dels Comunistes Italians. Elio Veltri ingressà al PDS, Paolo Gentiloni i Rino Piscitelo acabaren a La Margherita.

## Resultats electorals

### Eleccions legislatives
| Parlament italià |               |               |     |          |     |               |     |          |     |
| Any              | Líder         | Vots          | %   | Diputats | +/− | Vots          | %   | Senadors | +/− |
| 1976             | Mario Capanna | 557,025 (7è)  | 1.5 | 6 / 630  | Nou | 78,170 (11è)  | 0.3 | 0 / 315  | Nou |
| 1979             | Mario Capanna | 294,462 (10è) | 0.8 | 0 / 630  | 6   | 410,048 (9è)  | 1.3 | 0 / 315  | =   |
| 1983             | Mario Capanna | 542,039 (9è)  | 1.5 | 7 / 630  | 7   | 327,750 (10è) | 1.1 | 0 / 315  | =   |
| 1987             | Mario Capanna | 641,901 (11è) | 1.7 | 8 / 630  | 1   | 493,667 (11è) | 1.5 | 1 / 315  | 1   |

### Eleccions europees
| Parlament Europeu |                      |               |     |        |     |
| Any               | Líder                | Vots          | %   | Escons | +/− |
| 1979              | Mario Capanna        | 252,342 (10è) | 0.7 | 1 / 81 | Nou |
| 1984              | Mario Capanna        | 506,753 (8è)  | 1.4 | 1 / 81 | =   |
| 1989              | Giovanni Russo Spena | 449,639 (10è) | 1.3 | 1 / 81 | =   |